# Biatora aureolepra
Biatora aureolepra är en lavart som beskrevs av T. Sprib. & Tønsberg. Biatora aureolepra ingår i släktet Biatora och familjen Ramalinaceae.   Inga underarter finns listade i Catalogue of Life.